# 辻歩
辻 歩（つじ あゆむ、1992年4月30日 - ）は、AbemaTVアナウンサー、キャスター、元テレビ高知アナウンサー。

## 略歴・人物
高槻中学校・高等学校、早稲田大学商学部を卒業後、2015年にテレビ高知に入社しアナウンサーとなる。2017年末に退社。
2018年2月からAbemaTVニュースチャンネル専属キャスターとして各番組で速報読みや中継を担当。また、Sportsチャンネルでは各種スポーツ中継の実況も担当する。
テレビ高知ではスポーツ実況、ニュース原稿の執筆、映像の編集作業、司法担当記者業務も兼務していたため、これらの経験がAbemaTVでも活きているという。
学生時代はお笑いサークル「早稲田大学お笑い工房LUDO」に在籍し、まんぷくユナイテッドとGパンパンダは同期、アンゴラ村長やラランドは後輩にあたる。
ネットニュースでのアナウンサーの役割についてコラムも執筆する。
ニックネームは武田修宏に似ているという理由で「たけださん」。
ABEMAがFIFAカタールW杯2022の中継権を獲得したのに伴い、現地リポートアナウンサーとして期間中は現地に赴いた。

## 主な出演

### テレビ
- 「KUTVニュース」不定期（2015年6月－2017年12月、テレビ高知）
- 「イブニングKOCHI」キャスター（2016年1月－2017年12月、テレビ高知）
- 「全国高等学校野球選手権高知大会　決勝」実況（2017年3月、テレビ高知）
- 「全国高校ラグビー選手権高知大会　決勝」実況（2017年11月・2018年11月、テレビ高知）
- 四国サッカーリーグ　高知ユナイテッド戦　実況（2018年9月、テレビ高知）

### ウェブテレビ
【ABEMA NEWS】
- AbemaPrime（2018年 - 、AbemaTV）
- けやきヒルズ（2018年 - 、AbemaTV）- 不定期
- 各種速報中継番組（2018年 - 、AbemaTV）- 不定期
- AbemaPrime新元号カウントダウンSP（2019年4月30日、AbemaTV）
- AbemaPrime 令和初の年越しカウントダウン（2019年12月31日、AbemaTV）
- ABEMA バズ!パ・リーグ（2020年6月19日 - 、ABEMA）- MC[8]

【ABEMA Sports】
- Fリーグ LIVE（2020年 - 、ABEMA）- 実況[9]
- 東京六大学野球中継（2021年 - 、ABEMA）- 実況
- 「NPBマイナビオールスターゲーム」（2021年7月、2022年7月、ABEMA）- 実況
- 「SMBC日本シリーズ2021 第3戦 ヤクルト×オリックス」（2021年11月、ABEMA）-実況
- ABEMA MLB中継（2022-、ABEMA）- 実況
- 2023年世界水泳選手権・競泳決勝中継（2023年7月、ABEMA）- 実況
- サッカーブンデスリーガ中継（2024-、ABEMA）- 実況